# Lekanesphaera glabella
Lekanesphaera glabella är en kräftdjursart som beskrevs av Jacobs 1987. Lekanesphaera glabella ingår i släktet Lekanesphaera och familjen klotkräftor. Inga underarter finns listade i Catalogue of Life.